# جيوفري غري
جيوفري غري (بالإنجليزية: Geoffrey Grey)‏ هو عازف بيانو وملحن بريطاني، ولد في 26 سبتمبر 1934 في Gipsy Hill ‏ في المملكة المتحدة.